# Liste von Unternehmenszusammenbrüchen und -skandalen
Die Liste von Unternehmenszusammenbrüchen und -skandalen umfasst Unternehmenszusammenbrüche, die zum Zeitpunkt ihres Eintretens große wirtschaftliche oder politische Folgen hatten und teilweise aus wirtschaftlichen oder politischen Skandalen hervor- oder mit diesen einhergingen. Diese Liste soll keine vollständige Aufzählung von Insolvenzfällen enthalten, sondern Pleiten anführen, die aufgrund ihrer Begleitumstände und Auswirkungen zu ihrer Zeit in den Medien behandelt wurden und eine große öffentliche und überregionale Aufmerksamkeit erfuhren.

## Unternehmenszusammenbrüche

### 14. Jahrhundert
| Name                | Land             | Datum | Geschäftsbereich | Kurzbeschreibung |
| ------------------- | ---------------- | ----- | ---------------- | --- |
| Compagnia dei Bardi | Republik Florenz | 1345  | Banken           | Bankrott, nachdem der englische König Eduard III. einen Kredit in Höhe von 900.000 Goldflorin im Hundertjährigen Krieg nicht zurückzahlte. |

### 15. Jahrhundert
| Name         | Land             | Datum | Geschäftsbereich | Kurzbeschreibung |
| ------------ | ---------------- | ----- | ---------------- | --- |
| Banco Medici | Republik Florenz | 1494  | Banken           | Durch das Zusammenspiel mehrerer politischer Probleme und einer instabilen wirtschaftlichen Gesamtlage kam das Bankhaus der Medici-Familie, das einst als wirtschaftliche Stütze der Stadt Florenz diente und die päpstlichen Finanzen betreute, in eine finanzielle Schieflage und die Bank musste abgewickelt werden. |

### 18. Jahrhundert
| Name                               | Land        | Datum         | Geschäftsbereich | Kurzbeschreibung |
| ---------------------------------- | ----------- | ------------- | ---------------- | --- |
| Niederländische Ostindien-Kompanie | Niederlande | 31. Dez. 1799 | Handel           | Die stark durch Korruption geprägte VOC erwirtschaftete gegen Ende des 18. Jahrhunderts aufgrund einer gesunkenen Nachfrage nach exotischen Gewürzen und des vierten Englisch-Niederländischen Krieges Verluste. Die bankrotte Gesellschaft musste ab 1798 aufgelöst werden, die verbliebene Vermögensmasse und die Schulden der VOC wurden durch die Batavische Republik verstaatlicht. |

### 19. Jahrhundert
| Name                        | Land           | Datum         | Geschäftsbereich | Kurzbeschreibung |
| --------------------------- | -------------- | ------------- | ---------------- | --- |
| Ohio Life Insurance Company | USA            | 24. Aug. 1857 | Banken           | Die Wirtschaftskrise von 1857 gilt als eine der ersten Weltwirtschaftskrisen. Sie begann am 24. August 1857 in New York City, als die Bank Ohio Life Insurance Company ihre Zahlungen einstellen musste. Von dort ausgehend breitete die Krise sich in hoher Geschwindigkeit über die gesamte Welt aus und dauerte bis 1859. Die Finanzzentren Europas und Amerikas waren besonders stark betroffen, aber auch in den Kolonien waren die Auswirkungen der Krise zu spüren. In den USA kam es zur Pleite von über 5000 Firmen. |
| Overend, Gurney and Co.     | Großbritannien | Aug. 1866     | Banken           | Durch langfristige Investitionen in den Schienenverkehrssektor sank die Liquidität des Geldhauses unter ein kritisches Maß. Nach einem Börsengang 1865 fiel der Aktienwert infolge einer allgemeinen Baisse stark ab. Durch Kursrückgänge waren auch Anteilsscheine von Bahngesellschaften betroffen, in die Overend, Gurney and Co. investiert war. Da sich die Bank of England weigerte, das Unternehmen zu stützen, wurde Overend, Gurney and Co. 1866 zahlungsunfähig und löste somit den Schwarzen Freitag von 1866 aus. |

### 20. Jahrhundert
| Name                                              | Land            | Datum         | Geschäftsbereich   | Kurzbeschreibung |
| ------------------------------------------------- | --------------- | ------------- | ------------------ | --- |
| Darmstädter und Nationalbank (Danatbank)          | Deutsches Reich | 13. Juli 1931 | Banken             | Die ehemals zweitgrößte deutsche Bank geriet in eine Schieflage, als 1931 eine Vielzahl ausländischer Kunden ihre Einlagen abzogen und der Delmenhorster Nordwolle-Konzern in einen Bilanzfälschungsskandal verwickelt wurde. Aufgrund von Zahlungsausfällen des Kreditnehmers Nordwolle mussten 45 Millionen Reichsmark abgeschrieben werden. Die spätere Zahlungsunfähigkeit löste einen Bank Run aus. |
| Kahn-Konzern                                      | Deutsches Reich | 1932          | Industrieholding   | Die Beteiligungsgesellschaft Richard Kahn GmbH umfasste ehemals mehrere Unternehmen des deutschen Maschinenbaus. Eine hohe Verschuldung aufgrund einer aggressiven Expansionspolitik setzte das Konglomerat schon früh unter Druck. Die Unrentabilität mehrerer Konzerngesellschaften, die vorerst durch Gewinn- und Verlustbeteiligungen innerhalb des Konzerns ausgeglichen wurde, sorgte 1932 für den Bankrott des Konzerns und die Herauslösung eines Großteils der Tochtergesellschaften. |
| Lebensversicherungs-Gesellschaft PHÖNIX           | Österreich      | 1936          | Versicherung       | Die noch aus Zeiten der Habsburger-Monarchie stammende Lebensversicherungsgesellschaft Phönix hatte es durch aggressive Verkaufsmethoden und eine Serie von Übernahmen geschafft, zur dritt- oder gar zweitgrößten (je nach Quelle) Gesellschaft ihrer Branche in Europa aufzusteigen. Durch die starke Expansion (auch zu Zeiten der Weltwirtschaftskrise) hatte die Phönix jedoch ihre finanziellen Kapazitäten weit überspannt. Ihrem hochangesehenen Eigentümer Wilhelm Berliner gelang es, durch gefälschte Bilanzen, Bestechung und gute Beziehungen zur Politik den faktischen Bankrott des Unternehmens mehrere Jahre lang zu verschleiern. Nach Berliners plötzlichem Tod am 17. Februar 1936 kollabierte die Gesellschaft innerhalb weniger Tage, ihr Defizit von 250 Millionen Schilling entsprach fünf Prozent des österreichischen Volkseinkommens von 1936. Die österreichische Regierung gründete eine Auffanggesellschaft, die Ansprüche der Phönix-Versicherten konnten nur mit starken Abschlägen erhalten werden. Der Skandal führte zu einer Regierungsumbildung, untergrub das Vertrauen der Bevölkerung in den Ständestaat und Kanzler Kurt Schuschnigg und trug mittelbar zum weiteren Erstarken der Nationalsozialisten in Österreich bei. |
| Borgward                                          | Deutschland     | 1961          | Automobilindustrie | Der Automobilhersteller Borgward war ehemals ein wichtiger Arbeitgeber in der Stadt Bremen. Aufgrund einer zu großen Modellvielfalt und einer vernachlässigten betriebswirtschaftlichen Führung geriet das Unternehmen in finanzielle Nöte und war auf wiederholte Kreditaufnahmen angewiesen. Als die finanzielle Situation Borgwards öffentlich bekannt wurde, sah sich der Bremer Senat 1961 dazu gezwungen, eine Bürgschaft über einen Kredit in Höhe von 10 Millionen D-Mark zurückzuziehen. Die beteiligten Banken gaben daraufhin keine Gelder mehr frei. Im Februar 1961 stellte der Senat den Unternehmensgründer Carl Friedrich Wilhelm Borgward vor die Entscheidung, sein Unternehmen dem Land Bremen zu übereignen oder in den Konkurs zu gehen. Carl F. W. Borgward willigte ein und übertrug sein Unternehmen an das Land, die Fahrzeugwerke mussten später dennoch vollständig abgewickelt werden. Zwar konnten nach dem Zusammenbruch alle Gläubigeransprüche gedeckt werden, jedoch ging ein beträchtlicher Teil der Arbeitsplätze verloren. |
| Penn Central                                      | USA             | 21. Juni 1970 | Schienenverkehr    | Mit der Fusion der Pennsylvania Railroad und der New York Central Railroad zur Penn Central Transportation 1968 entstand die größte Bahngesellschaft und das sechstgrößte Industrieunternehmen der Vereinigten Staaten. Die misslungene Fusion sowie das schwierige Umfeld führten innerhalb kürzester Zeit zu solch hohen Verlusten, dass die Banken nach rund 2 Jahren keine weiteren Liquiditätskredite vergaben und Konkurs angemeldet werden musste. Dies war der bis dahin größte Konkurs in der amerikanischen Wirtschaftsgeschichte. Es bestand die Gefahr, dass der Schienenverkehr im Nordosten der Vereinigten Staaten kollabierte, so dass 1976 die staatliche Auffanggesellschaft Conrail gegründet wurde. |
| Volksbank Oberkirch                               | Deutschland     | 1971          | Banken             | Der eher kleinere Zusammenbruch der Volksbank Oberkirch 1971 hat insofern eine gewisse historische Bedeutung, als er zum Fall Schlageter führte und damit zum ersten öffentlich bekannt gewordenen Bankenskandal der Bundesrepublik Deutschland wurde, bei dem die mangelnde Bankenaufsicht kritisiert wurde. Die Pforzheimer Unternehmerfamilie Schlageter verlor eine größere Menge Geld und machte Eingaben an den Landtag bzw. das Wirtschaftsministerium, die in letzter Konsequenz zu einer deutlicheren Wahrnehmung des Falles und seiner politischen Dimension in den Medien führte. |
| Herstatt-Bank                                     | Deutschland     | 1974          | Banken             | Devisenspekulationen der Bank brachten diese in Schwierigkeiten. Die falsche Annahme eines steigenden US-Dollars nach der Ölkrise 1973 bescherte Herstatt hohe Verluste, die das Eigenkapital bald deutlich überstiegen. Eine Überschuldung führte zum Einzug der Banklizenz und der Abwicklung des Bankinstituts. Der Zusammenbruch der Herstatt-Bank war seinerzeit die größte Bankenpleite in der Geschichte der Bundesrepublik. |
| Chicago, Rock Island and Pacific Railroad         | USA             | 1975          | Schienenverkehr    | Anfang der 1960er Jahre wollten die Chicago, Rock Island und Pacific Railroad und die Union Pacific Railroad fusionieren. Die Regulierungsbehörde Interstate Commerce Commission benötigte bis 1975, um die Fusion zu genehmigen. In der Zwischenzeit hatte die Rock Island kaum in den Erhalt der Bahninfrastruktur investiert, so dass sich die Union Pacific entschloss, von der Fusion zurückzutreten. So musste unmittelbar nach der Entscheidung der ICC die Bahngesellschaft Konkurs anmelden. 1980 entschied der Konkursrichter, dass die Gesellschaft nicht mehr zu retten sei und somit zerschlagen wurde. |
| Chicago, Milwaukee, St. Paul and Pacific Railroad | USA             | 19. Dez. 1977 | Schienenverkehr    | Die Bahngesellschaft fuhr in den 1970er Jahren aufgrund des gewachsenen Konkurrenzdrucks durch andere Bahngesellschaften und Verkehrsträger sowie von Fehlentscheidungen des Managements Verluste ein, so dass 1977 Konkurs beantragt werden musste. In der Folge wurde das Netz der Bahngesellschaft um mehr als die Hälfte (u. a. die transkontinentale Bahnstrecke) reduziert und schließlich 1985 an die Soo Line verkauft. |
| Goldin Tankbetriebe GmbH                          | Deutschland     | 28. Mai 1979  | Tankstellenkette   | Die 1956 von Erhard Goldbach in Wanne-Eickel gegründete Tankstellenkette ging 1979 mit einer Steuerschuld von etwa 345 Millionen DM im bis dahin größten Steuerskandal der Bundesrepublik in Konkurs. Die Steuerbehörden hatten bereits 1974, als das Unternehmen schon nicht mehr rentabel war, Zweifel an der korrekten Buchführung, unternahmen aber nichts. So konnte die Steuerschuld durch ein Schneeballsystem, eine exzessive Expansionspolitik und den Umstand, dass die Mineralölsteuer um Monate verzögert abgeführt werden konnte, aufgetürmt werden. Noch 1977 erhielt Goldbach sogar eine Staatsbürgschaft, um Kredite über 18 Mio. DM zu bekommen. Damit sollte angeblich Treibstoff für eine staatlich geforderte Pflichtreserve für Krisenzeiten gekauft werden. |
| Chemische Fabrik Stoltzenberg                     | Deutschland     | 6. Sep. 1979  | Chemie             | Das 1923 von Hugo Stoltzenberg gegründete Hamburger Chemieunternehmen produzierte eine Vielzahl chemischer Kampfstoffe, ohne die nach dem Kriegswaffenkontrollgesetz erforderlichen Genehmigungen zu besitzen. Unter anderem wurden zu Testzwecken mehrere Kilogramm N-Lost an die Bundeswehr geliefert. Nachdem am 6. September 1979 ein Kind beim Spielen mit Chemikalien durch eine Explosion im Keller eines Wohnhauses zu Tode kam, wurde eine Untersuchung eingeleitet. Dabei wurde festgestellt, dass über Jahrzehnte Kinder in das unzureichend gesicherte Betriebsgelände eindringen konnten und wiederholt Material entwendeten. Teilweise lagerte die Chemische Fabrik Stoltzenberg Giftstoffe sogar unter freiem Himmel. Zu den sichergestellten Stoffen zählten unter anderem 35 Liter Tabun, vier Liter N-Lost, zwei Liter Thiophosgen, zwei Kilogramm Chlorpikrin, 12 Stahlflaschen mit Phosgen und Chlor, 50 Kilogramm Bromaceton und zehn Kilogramm weißer Phosphor. Das Unternehmen wurde 1979 aufgelöst, das Erdreich auf dem Fabrikgelände bis zu einer Tiefe von rund 2,5 Meter abgetragen. |
| Nugan Hand Bank                                   | Australien      | 1980          | Banken             | Die Nugan Hand Bank war eine australische Handelsbank, die 1980 nach dem Tod eines ihrer Gründer, des australischen Anwalts Francis John Nugan, zusammenbrach, was zu einem großen Skandal im Land führte. Presseberichte deuteten darauf hin, dass die Bank in illegale Aktivitäten verwickelt war, darunter Drogenschmuggel, die Vermittlung von Waffengeschäften und als Tarnorganisation für die Central Intelligence Agency (CIA) der Vereinigten Staaten diente. Die Bank hatte eine Reihe von pensionierten US-Militärs und Geheimdienstmitarbeitern, darunter den ehemaligen CIA-Direktor William Colby, beschäftigt. |
| Wienerwald                                        | Deutschland     | 27. Aug. 1982 | Gastronomie        | Wienerwald war in den 1970er und 1980er Jahren die größte Restaurantkette Deutschlands und Europas, doch das Wachstum war großteils über Kredite finanziert. 1982 veröffentlichte die Süddeutsche Zeitung einen Artikel, in dem die Kreditwürdigkeit des Unternehmens angezweifelt wurde. Die Banken reagierten umgehend, indem sie die sofortige Rückzahlung der Kredite einforderten. Am 27. August 1982 mussten die Wienerwald-Holding AG und der Inhaber Friedrich Jahn Insolvenz anmelden. Zwar konnte sich das Unternehmen zunächst erholen, doch wenige Jahre später kam es zur Wienerwald-Affäre: Ende Juni 1986 erwarb Renate Thyssen den damals angeschlagenen Gastronomiekonzern von der Bayerischen Landesbank, der Dresdner Bank und zwei Schweizer Banken um 12 Millionen Franken statt der ursprünglich veranschlagten 40 Millionen DM. Thyssen fungierte hierbei als Strohmann von Jahn, da eine Option die spätere Übernahme durch Jahn vorsah. Zur politischen Affäre kam es, da der Finanzberater von Thyssen, Dieter Krautzig, in der Verwertungsgesellschaft sowohl die Interessen der Bayerischen Landesbank als auch Thyssens vertrat und weil der Landesbankpräsident Ludwig Huber zu dieser Zeit ein Verhältnis mit Thyssen hatte.        |
| IBH-Holding                                       | Deutschland     | 4. Nov. 1983  | Baumaschinen       | Durch eine Reihe von Firmenzukäufen stieg die IBH-Holding in den 1970er Jahren zu einem der größten Baumaschinenhersteller der Welt auf. Zu den größten Übernahmen zählten die der Hanomag und die der GM-Baumaschinenmarke Terex 1980 und 1981. Durch ein verschlechtertes Marktumfeld und eine mangelhafte Integration der übernommenen Unternehmen geriet der verschuldete Konzern zusehends in eine Krise. Der Zusammenbruch folgte 1983 und löste seinerseits eine Krise bei der SMH-Bank aus. |
| Hammer Bank Spadaka e.G.                          | Deutschland     | Juni 1984     | Banken             | Die Genossenschaftsbank stieg Ende der 1970er und Anfang der 1980er Jahre unter Führung des Vorstandsvorsitzenden Paul Schulte von einer kleinen Spar- und Darlehnskasse zum zeitweise größten Kreditinstitut der Stadt Hamm in Westfalen auf und war damals eine der größten Primärbanken des genossenschaftlichen Bankenverbundes. Mitte Juni 1984 löste eine Sonderprüfung im Auftrag des Bundesaufsichtsamtes für das Kreditwesen einen Skandal aus, der zum Untergang des Institutes führte sowie in diesem Zusammenhang weitere Wirtschaftsunternehmen und Vereine mitriss. Es wurden dabei vermutlich abzuschreibende Kredite in Höhe von 1,1 Milliarden DM festgestellt. Im Laufe des Jahres 1985 wurde das Publikumsgeschäft der Bank eingestellt. 1987 ging aus der Hammer Bank die BAG Bankaktiengesellschaft, eine „Bad Bank“ und 100-prozentige Tochter des Bundesverbandes der Deutschen Volksbanken und Raiffeisenbanken, hervor. |
| Texaco                                            | USA             | 13. Apr. 1987 | Erdöl              | Der Ölgigant Texaco ging 1987 Bankrott, nachdem zwei Jahre zuvor ein Rechtsstreit mit Pennzoil bezüglich der Übernahme von Getty Oil verlorengegangen war. Texaco wurde hierbei zu einer Zahlung von 10,53 Milliarden US-Dollar verurteilt. Das Unternehmen konnte später aus dem Insolvenzverfahren entlassen werden und bestand bis zur Übernahme durch Chevron weiter. |
| co op AG                                          | Deutschland     | 1988          | Einzelhandel       | Durch Bilanzmanipulationen und Vermögensverschiebungen wurde eine Verschuldung von fünf Milliarden Mark (kaufkraftbereinigt in heutiger Währung: umgerechnet 4,5 Milliarden Euro) bekannt. In der Summe hatte der co op-Vorstand unter Bernd Otto mehrere Banken um zwei Milliarden Mark geprellt. Das Unternehmen wurde infolge des co op-Skandals, eines der seinerzeit größten Wirtschaftsskandale der deutschen Nachkriegsgeschichte, zerschlagen. |
| Lincoln Savings and Loan Association              | USA             | 1989          | Banken             | Die US-Sparkasse brach als Teil der Savings-and-Loan-Krise zusammen und sorgte für einen Korruptionsskandal, als bekannt wurde, dass mutmaßlich mehrere Politiker das Unternehmen vor einer Untersuchung der Aufsichtsbehörde bewahrt hätten. Zu den beschuldigten Politikern zählten auch John McCain und John Glenn, diese wurden jedoch durch eine Ethik-Kommission des US-Senats freigesprochen. |
| Neue Heimat                                       | Deutschland     | 1990          | Immobilien         | Die Neue Heimat war eine gemeinnützige Wohnungsbaugesellschaft im Besitz des Deutschen Gewerkschaftsbundes. Am 8. Februar 1982 wurde durch einen Spiegel-Artikel bekannt, dass sich die Unternehmensleitung um Albert Vietor persönlich bereichert hatte, indem sie durch Strohmänner eigene Unternehmen gründete und diesen Aufträge der Neuen Heimat zu überhöhten Preisen zuwies. Dieser Skandal wurde als Neue-Heimat-Affäre bekannt. Durch Missmanagement und persönliche Bereicherung wuchs die Schuldenlast der Neuen Heimat auf mehrere hundert Millionen Mark. Ein Gutachten kam später zu der Ansicht, dass Albert Vietor allein durch seine Privatgeschäfte für einen Verlust von 105 Millionen DM verantwortlich war. Die vorübergehende Übernahme der hoch verschuldeten Gesellschaft durch den Bäckerei-Unternehmer Horst Schiesser um eine symbolische Mark im September 1986 wurde bereits im November desselben Jahres rückabgewickelt, da die beteiligten Banken den Sanierungsplan Schiessers nicht akzeptierten. Bis 1990 wurden die Bestandsimmobilien verkauft und die Neue Heimat aufgelöst. |
| Bank of Credit and Commerce International         | Großbritannien  | 5. Juli 1991  | Banken             | Dem Geldhaus mit Einlagen in Höhe von ca. 25 Milliarden US-Dollar konnten Beteiligungen an Geldwäsche, Bestechung, Waffenhandel und Terrorismusunterstützung nachgewiesen werden. Der Guardian bezeichnete die Vorgänge seinerzeit als den „größten Betrug der Weltgeschichte“. |
| Balsam AG                                         | Deutschland     | 1994          | Sportbedarf        | Der einstige Weltmarktführer bei Sportbodenbelägen betrieb eine unwirtschaftliche Politik mit Dumpingpreisen und unüberlegten Zukäufen. Diese Umstände sollten mit gefälschten Rechnungen vertuscht werden. Zum Zeitpunkt des Konkurses standen einem Firmenvermögen von ca. 10 Millionen DM Verpflichtungen im Wert von 1,98 Milliarden DM gegenüber. |
| Barings Bank                                      | Großbritannien  | 26. Feb. 1995 | Banken             | Die älteste Investmentbank des Vereinigten Königreichs fiel Verlusten von 1,4 Milliarden US-Dollar zum Opfer, die durch Spekulationen des Derivatehändlers Nick Leeson verursacht wurden. Barings wurde um einen symbolischen Preis von einem Pfund durch die ING Groep übernommen. |
| Dow Corning                                       | USA             | 1995          | Chemie             | Der Hersteller von Silikonprodukten produzierte bis 1992 auch Brustimplantate, die allerdings nur einen geringen Beitrag zum Gesamtumsatz leisteten. Im Zuge einer Sammelklage mehrerer hunderttausend Personen über gerissene Implantate kam es zu einem Vergleich in Milliardenhöhe. Das Unternehmen reichte 1995 einen Insolvenzantrag nach Chapter 11 des US-Insolvenzrechts ein. Das Joint Venture zwischen Dow Chemical und Corning konnte restrukturiert werden und wurde vollständig von Dow übernommen. |
| Bremer Vulkan                                     | Deutschland     | 1996          | Schiffsbau         | Der Bremer Vulkan war eine der wichtigsten Großwerften Deutschlands, die 1996 Insolvenz anmeldete und 1997 den Betrieb einstellte. Nach der Übernahme großer Teile der ostdeutschen Marineindustrie zu Beginn der 1990er Jahre kam der Vulkan bald in Liquiditätsschwierigkeiten. Durch die folgende Abwicklung des Unternehmens verloren rund 9000 der ehemals 23.000 Beschäftigten ihre Arbeitsplätze. Nach dem Zusammenbruch befassten sich rechtliche Untersuchungen mit der Veruntreuung von rund 850 Millionen D-Mark europäischer Fördergelder, die ursprünglich zur Sanierung der ostdeutschen Werften vorgesehen waren. |
| Südmilch                                          | Deutschland     | 1996          | Molkerei           | Die Südmilch AG war Anfang der 1990er Jahre der größte deutsche Molkerei-Konzern, dann kam jedoch der Südmilch-Skandal um Manager Wolfgang Weber ins Rollen: 1990 war unter Führung der Südmilch AG die Sachsenmilch AG gegründet worden, deren Leitungsfunktionen weitgehend mit Personen aus dem Südmilch-Vorstand besetzt wurden. Nach den Ermittlungen der Staatsanwaltschaft zeichneten sich bereits 1991 finanzielle Probleme bei der Umsetzung des Projekts ab. Weber betrog die Aktiengesellschaft um ca. 38 Millionen DM. Dieser Millionenbetrug gelang ihm über einen Manager (Mittäter) bei der Deutschen Bank, der dem damaligen Aufsichtsratsvorsitzenden der Südmilch AG, Friedrich Wilhelm Schnitzler, gefälschte Bankunterlagen (Bilanzen) vorlegte und weitere Beteiligte täuschte. Mehrere Südmilch-Manager wurden zu langen Haftstrafen verurteilt, die Südmilch AG meldete Konkurs an und wurde vom niederländischen FrieslandCampina-Konzern übernommen. |
| Bre-X                                             | Kanada          | 8. Mai 1997   | Bergbau            | Das kanadische Bergbauunternehmen behauptete, es habe in Indonesien eine der größten Goldlagerstätten der Welt entdeckt. Erst nach einer beträchtlichen Zeitspanne stellte sich heraus, dass so gut wie alle Probebohrungen im Explorationsgebiet noch vor Ort gefälscht worden waren. Statt ganzer Bohrkerne wurden nur gemahlene und verfälschte Gesteinsproben an unabhängige Labore geschickt. Zu seinen Hochzeiten zählte das Unternehmen zu den größten, an der TSX gelisteten Titeln. |
| Long-Term Capital Management                      | USA             | 23. Sep. 1998 | Investmentfonds    | Spekulationen in Rentenpapiere innerhalb eines instabilen Marktes (z. B. durch die Russlandkrise) sorgten für Verluste im Wert mehrerer Milliarden Dollar. Da starke negative Auswirkungen auf das internationale Finanzsystem befürchtet wurden, wurde der Hedgefonds-Verwalter staatlich gestützt. Eine Abwicklung folgte im Jahr 2000. |
| FlowTex                                           | Deutschland     | 2000          | Baumaschinen       | Das Unternehmen FlowTex handelte mit Horizontalbohrmaschinen und beging Kreditbetrug, indem es nicht existente Maschinen über Sale-Lease-Back-Verträge verkaufte und sofort wieder zurückleaste. Dieses Ponzi-Schema erforderte eine immer weiter steigende Anzahl von Maschinenverkäufen, um die anfallenden Leasingraten zu decken. Es entstand ein finanzieller Schaden von ca. 5 Milliarden D-Mark. |
| Iridium Inc.                                      | USA             | 2000          | Telekommunikation  | Iridium Inc. war ein US-amerikanischer Kommunikationsnetzbetreiber, der ein Netz von 73 Kommunikationssatelliten unterhielt. Aufgrund schwerwiegender Fehlkalkulationen – die Nutzungskosten lagen bei rund 8 Dollar pro Minute, womit nur rund 55.000 Nutzer akquiriert werden konnten, statt der geplanten 2 Millionen – ging das Unternehmen im Jahr 2000 in die Insolvenz. Den alten Investoren, darunter der Motorola-Konzern, gingen etwa 5 Milliarden US-Dollar verloren. Mehrheitseigentümer Motorola plante zwischenzeitlich gar die gezielte Zerstörung aller 73 Satelliten des Unternehmens durch das Verglühen in der Erdatmosphäre. Diese Pläne wurden nicht umgesetzt, da das Kommunikationssystem Iridium noch im selben Jahr durch Boeing übernommen wurde. |

### 21. Jahrhundert
| Name                                        | Land                | Datum                     | Geschäftsbereich                                             | Kurzbeschreibung |
| ------------------------------------------- | ------------------- | ------------------------- | ------------------------------------------------------------ | --- |
| Pacific Gas and Electric                    | USA                 | 6. Apr. 2001              | Versorger                                                    | Ab Sommer 2000 sorgte die große Kalifornische Elektrizitätskrise dafür, dass PG&E Strom extern teurer zukaufen musste, als er aufgrund festgesetzter Endabnehmerpreise wieder verkauft werden konnte. PG&E musste Insolvenz nach Chapter 11 anmelden und konnte erst 2004 wieder aus dem Verfahren entlassen werden. Ein Hauptauslöser der Krise war die mangelhafte Durchführung der Deregulierung der Energiebranche in Kalifornien. |
| Lernout & Hauspie                           | Belgien             | 25. Okt. 2001             | Technologie                                                  | Lernout & Hauspie hatte sich auf die Entwicklung von Software zur automatischen Spracherkennung spezialisiert. Zu Hochzeiten besaß das Unternehmen eine Marktkapitalisierung in Höhe von mehreren Milliarden US-Dollar. Behauptungen eines Goldman-Sachs-Analysten bezüglich möglicher Bilanzfälschungen führten zu weiteren Recherchen, in deren Zuge im August 2000 Luftbuchungen und weitere Ungereimtheiten in der Buchführung aufgedeckt wurden. Die Unternehmensgründer wurden festgenommen und das Unternehmen schließlich vollständig abgewickelt. |
| Enron                                       | USA                 | 28. Nov. 2001             | Versorger                                                    | Enron sorgte durch umfassende Bilanzfälschungen für einen der größten Wirtschaftsskandale der Vereinigten Staaten. Unter anderem wurden Erträge zu früh gebucht und Verluste wurden anderen Unternehmen zugeschoben, die zwar unter der Kontrolle Enrons standen, jedoch nicht in den Jahresabschluss einbezogen wurden. Auch Bestandsbewertungen wurden teilweise zu hoch angesetzt. Durch die Insolvenz wurde ein Börsenwert von rund 60 Milliarden US-Dollar vernichtet. |
| Comroad                                     | Deutschland         | 2002                      | Telematik                                                    | Comroad war eines der bekanntesten Unternehmen des Neuen Marktes und entwickelte nach eigenen Angaben Navigationssysteme für Kraftfahrzeuge. Im Jahr 2002 wurde durch Recherchen der Journalistin Renate Daum bekannt, dass das Unternehmen in großem Umfang Scheingeschäfte tätigte und rund 95 % der angegebenen Umsätze erfunden waren. Der Unternehmensgründer und Vorstandsvorsitzende Bodo Schnabel wurde wegen Kursbetrugs, Insiderhandels und gewerbsmäßigen Betrugs zu sieben Jahren Haft verurteilt. |
| Kmart                                       | USA                 | 22. Jan. 2002             | Einzelhandel                                                 | Die ehemals zweitgrößte Einzelhandelskette der USA konnte ab den 1990er Jahren nicht mehr im Preiskampf gegen Konkurrenten wie Walmart oder Target bestehen und wurde auch im Hinblick auf die Einführung von EDV-Systemen von diesen abgehängt. Im Januar 2002 wurde die Insolvenz verkündet, der Insolvenzschutz konnte jedoch im Mai 2003 wieder beendet werden. Im Jahr 2005 übernahm Kmart den Sears-Konzern, als Firma der neuen Muttergesellschaft wurde jedoch der Name des übernommenen Unternehmens, Sears, gewählt. |
| Philipp Holzmann                            | Deutschland         | 21. März 2002             | Bauindustrie                                                 | Philipp Holzmann war ehemals eines der größten deutschen Bauunternehmen. Nach einem Wechsel des Vorstandsvorsitzenden 1997 wurden Schulden in Höhe von 3,2 Milliarden DM bekannt. 1999, im Jahr des 150. Unternehmensjubiläums, verkündete der neue Vorstandsvorsitzende eine Überschuldung aufgrund „vertuschter Altlasten“. Es wurde 1999 ein Verlust von 2,4 Milliarden DM bekanntgegeben, der allerdings auch operative Verluste des abgeschlossenen Geschäftsjahres in Höhe von rund 1,1 Milliarden DM beinhaltete. Da erste Verhandlungen mit den Banken scheiterten, musste noch im November desselben Jahres ein Insolvenzantrag gestellt werden. Als Grund der Probleme galten weitgehende Managementfehler, verlustträchtige Großprojekte und ein allgemeiner konjunktureller Abschwung im Baugewerbe. Bilanzen wurden über einen längeren Zeitraum hinweg geschönt. Auf Betreiben Gerhard Schröders konnten durch neue Verhandlungen Bankkredite in Höhe von einer Milliarde DM und eine Bundesbürgschaft über 250 Millionen DM beschlossen werden. Diese lebenserhaltende Maßnahme erwies sich im März 2002 als nicht nachhaltig, als das Unternehmen nach neuerlichen Verlusten endgültig in die Insolvenz ging und abgewickelt werden musste. |
| Swissair                                    | Schweiz             | 31. März 2002             | Fluggesellschaft                                             | Die nationale Schweizer Fluggesellschaft musste Konkurs anmelden, nachdem das Management sie durch zu viele zu risikoreiche Ankäufe und Beteiligungen an anderen (teilweise selbst finanziell angeschlagenen) Fluggesellschaften und sonstiger Unternehmen heruntergewirtschaftet und überschuldet hatte. Weitere Faktoren, die dazu beitrugen, waren mangelnde Aufsicht durch Verwaltungsrat und Behörden sowie schließlich die Terroranschläge vom 11. September. Am 31. März 2002 musste die Swissair den Betrieb einstellen. Am 31. März 2006 erhob die für Wirtschaftsdelikte zuständige Staatsanwaltschaft III des Kantons Zürich nach fünfjähriger Ermittlung Anklage gegen 19 Personen, darunter alle Mitglieder des damaligen Verwaltungsrates, die Konzernchefs sowie weitere Mitglieder der Geschäftsleitung, unter anderem wegen ungetreuer Geschäftsbesorgung, Gläubigerbevorzugung, Gläubigerschädigung, Misswirtschaft, Falschbeurkundung und Urkundenfälschung. Alle Angeklagten wurden letztlich freigesprochen, was in der Bevölkerung auf Unverständnis stieß. |
| Kirch-Gruppe                                | Deutschland         | 8. Apr. 2002              | Medien                                                       | Der Kern des Medienkonzerns, zu dem unter anderem ProSiebenSat.1, Premiere World, DSF und eine große Beteiligung am Springer-Verlag gehörten, musste im April 2002 Insolvenz anmelden. In der Insolvenzmasse befanden sich zu diesem Zeitpunkt auch Übertragungsrechte für die deutsche Fußball-Bundesliga und die Fußball-Weltmeisterschaften 2002 und 2006. Zuvor wurde die Kreditwürdigkeit des Konzerns durch das Breuer-Interview mit dem Vorstandssprecher der Deutschen Bank, Rolf-Ernst Breuer, massiv geschädigt. Die Deutsche Bank ging nach einem mehrjährigen Gerichtsprozess auf einen Vergleich in Höhe von rund 925 Millionen Euro ein. Die Deutsche Bank meldete daraufhin Regressforderungen gegenüber Breuer an, der persönlich jedoch nur für 3,2 Millionen Euro aufkam. |
| Arthur Andersen                             | USA                 | 15. Juni 2002             | Wirtschaftsprüfung                                           | Zu den Klienten der Wirtschaftsprüfungsgesellschaft Arthur Andersen zählte unter anderem Enron. Das ehemalige Mitglied der Big Five der Prüfgesellschaften wurde verurteilt, weil es den Bilanzschwindel Enrons teilweise deckte und nachträglich Akten zu dem Fall schreddern ließ. Arthur Andersen wurde deshalb des Vergehens der Justizbehinderung schuldig gesprochen. |
| WorldCom                                    | USA                 | 21. Juli 2002             | Telekommunikation                                            | Um Verluste aus persönlichen Derivategeschäften zu decken, lieh sich Firmengründer und CEO Bernard Ebbers knapp 366 Millionen US-Dollar von seinem Unternehmen. Der Aufsichtsrat stimmte dem in der Hoffnung zu, Ebbers müsste dann keine eigenen Aktien verkaufen, was den Aktienkurs zu diesem Zeitpunkt weiter belastet hätte. Um die Sachlage zu vertuschen, wurden Bilanzen gefälscht und um bis zu 11 Milliarden Dollar aufgebläht. Der Fall führte mithin zum Erlass des Sarbanes-Oxley Act. |
| Conseco                                     | USA                 | 2002                      | Finanzdienstleister                                          | Conseco (heute: CNO Financial Group) war ein Finanzdienstleistungskonzern, der Versicherungsleistungen anbot und unter anderem Immobilienkredite vergab. Die Übernahme von Greentree Financial, einem Kreditgeber zur Finanzierung von mobile homes, um rund sechs Milliarden Dollar im Jahr 1998 sorgte für eine größer werdende Schuldenlast bei Conseco. Im Jahr 2002 musste Conseco seine Insolvenz anmelden. Diese war zu diesem Zeitpunkt die größte Unternehmensinsolvenz nach denen von WorldCom und Enron in den Vereinigten Staaten. Im Jahr 2003 konnte das Insolvenzverfahren beendet werden. Die heutige CNO Financial Group fokussiert sich ausschließlich auf das Versicherungsgeschäft. |
| Parmalat                                    | Italien             | 24. Dez. 2003             | Nahrungsmittel                                               | Das Molkereiunternehmen ging 2003 aufgrund von Zahlungsunfähigkeit in die Insolvenz. Über Jahre wurden die Bilanzen manipuliert und Gelder zu Gunsten anderer Unternehmen des Gründers Calisto Tanzi veruntreut. Im Jahr 2004 wurde ein bilanzieller Fehlbetrag von 23 Milliarden Euro ermittelt. 2005 konnte das Insolvenzverfahren beendet werden. |
| Heros Unternehmensgruppe                    | Deutschland         | 20. Feb. 2006             | Geldtransporte                                               | Die Heros-Gruppe aus Hannover war ein großer Anbieter von Geldtransportdienstleistungen in Deutschland. Nach dem Wegfall eines Großkunden mussten 27 Gesellschaften der Unternehmensgruppe Insolvenz beantragen. In nachfolgenden Untersuchungen wurde bekannt, dass das Management über 270 Millionen Euro aus den anvertrauten Barbeständen veruntreut hatte. Mit abgezweigten Geldern wurden kurzfristige Anlagen getätigt, mit deren Gewinnen der eigentliche Geschäftsbetrieb erst finanziert werden konnte. |
| Yukos                                       | Russland            | 1. Aug. 2006              | Erdöl                                                        | Yukos (oder Jukos) war ein russischer Erdöl- und Petrochemiekonzern der durch den Oligarchen Michail Chodorkowski geführt wurde. Das Unternehmen wurde nach dem Zerfall der Sowjetunion privatisiert. Chodorkowski, ein offener Kritiker und politischer Gegner von Wladimir Putin, wurde 2003 wegen Unterschlagung und Steuerhinterziehung festgenommen. Nach Chodorkowskis Festnahme forderte der russische Staat große Steuersummen nach und fror einen großen Anteil der Yukos-Aktien ein. Im August 2006 erklärte ein Gericht das Unternehmen als insolvent. Die Unternehmensanteile von Yukos wurden nach der Festnahme Chodorkowskis vornehmlich durch die staatliche Rosneft erworben. Nach mehreren Schiedsverfahren am Ständigen Schiedshof in Den Haag wurden den Aktionären von Yukos Schadensersatzzahlungen in Höhe von rund 50 Milliarden US-Dollar zugesprochen. |
| Göttinger Gruppe                            | Deutschland         | Juni 2007                 | Finanzdienstleister                                          | Der ehemalige Hauptsponsor des VfB Stuttgart verkaufte verschiedene Anlageprodukte, von denen Teile durch die Staatsanwaltschaft Braunschweig zu Beginn der 2000er Jahre als strafbar befunden wurden. Auch vermutete das Bundesaufsichtsamt für das Kreditwesen ein betrügerisches Schneeballsystem hinter den Anlageprodukten der Gruppe. Folgende Ermittlungen wegen Kapitalanlagebetrugs, Untreue und Betrugs konnten diese Verdachtsmomente jedoch nicht bestätigen. Allerdings wurde durch die Staatsanwaltschaft Braunschweig Anklage gegen zwei Vorstandsmitglieder wegen Insolvenzverschleppung und Untreue erhoben, da man feststellte, dass die Gruppe schon im Dezember 2005 zahlungsunfähig gewesen sei und dennoch Grundstücke verkauft worden seien, deren Erlös teilweise veruntreut worden wäre. Bereits 2001 musste das zur Göttinger Gruppe gehörende Bankhaus Partin abgewickelt und die Bankkunden über den Einlagensicherungsfonds entschädigt werden. |
| Northern Rock                               | Großbritannien      | 22. Feb. 2008             | Banken                                                       | Northern Rock kam infolge der Subprime-Krise 2007 in Refinanzierungsschwierigkeiten. Spekulationen um die Stabilität des Bankinstituts lösten massenhafte Abzüge von Einlagen durch Privatanleger aus. Northern Rock wurde im Februar 2008 verstaatlicht und 2011 an Virgin Money veräußert. |
| Bear Stearns                                | USA                 | 14. März 2008             | Banken                                                       | Bear Stearns war eines der ersten amerikanischen Unternehmen des Finanzsektors, die im Zuge der Weltfinanzkrise vom Markt verschwanden. Bereits 2007 schrieben Fonds von Bear Stearns, die in faule Kreditderivate investiert hatten, hohe Verluste und mussten durch das Unternehmen gestützt werden. Auch durch Gerüchte über eine verschlechterte Liquidität bekam Bear Stearns Probleme mit dem Zugang zum Kreditmarkt und damit tatsächlich Liquiditätsengpässe. Im Angesicht dieser Lage stellten die Großbank JPMorgan Chase und die Fed einen Überbrückungskredit zur Verfügung. Am 30. Mai 2008 wurde Bear Stearns durch JPMorgan Chase übernommen. |
| Lehman Brothers                             | USA                 | 15. Sep. 2008             | Banken                                                       | Die Investmentbank Lehman Brothers schrieb im Zuge der Immobilienkrise 3,3 Milliarden US-Dollar ab und musste im April und im Juni 2008 Kapitalerhöhungen in Milliardenhöhe vollziehen. Am 15. September 2008 wurde Insolvenz angemeldet. Im Gegensatz zu den Fällen von Bear Stearns, Fannie Mae und Freddie Mac war die US-Bundesregierung, auch aufgrund des zunehmenden politischen Drucks, nicht mehr gewillt, Rettungsmaßnahmen zu vollziehen. |
| AIG                                         | USA                 | 16. Sep. 2008             | Versicherung                                                 | Der Versicherer AIG musste während der Subprime-Krise Abschreibungen in Höhe von 11 Milliarden Dollar auf sein Kreditversicherungsportfolio hinnehmen. Im Zuge der größten finanziellen staatlichen Unterstützung für ein privates Unternehmen in der Geschichte der Vereinigten Staaten gewährte die Federal Reserve einen Kredit im Wert von 85 Milliarden Dollar, im Gegenzug gelangten 79,9 % der Unternehmensanteile in die Hand der Zentralbank. |
| Washington Mutual                           | USA                 | 26. Sep. 2008             | Banken                                                       | Auch Washington Mutual (WaMu) kam aufgrund von Investitionen am US-Hypothekenmarkt in Bedrängnis. Während der Krise zogen Kunden Einlagen in Höhe von 16,7 Milliarden US-Dollar ab und belasteten damit die Liquidität des Instituts. WaMu musste Insolvenz anmelden und wurde teilweise durch JP Morgan Chase übernommen. Gemessen am Einlagevolumen handelte es sich hierbei um die größte Bankenpleite in der Geschichte der USA. |
| Royal Bank of Scotland                      | Großbritannien      | 13. Okt. 2008             | Banken                                                       | Milliardenverluste aufgrund der internationalen Finanzkrise und die unbedachte Übernahme von Teilen der ABN-AMRO-Bank im Jahr zuvor machten 2008 staatliche Hilfen für die Royal Bank of Scotland nötig. Bis 2009 wurden hierbei 84 % der Unternehmensanteile durch das Vereinigte Königreich übernommen. |
| Bernard L. Madoff Investment Securities LLC | USA                 | Dez. 2008                 | Investmentfonds                                              | Der US-Amerikaner Bernard Madoff betrieb durch die Bernard L. Madoff Investment Securities LLC über mehrere Jahrzehnte einen Investmentfonds nach einem Ponzi-Schema. Der verursachte finanzielle Schaden lag bei mindestens 50 Milliarden US-Dollar. Wegen seines Anlagebetrugs wurde Madoff 2009 zu 150 Jahren Haft verurteilt. |
| Sanlu                                       | Volksrepublik China | 24. Dez. 2008             | Nahrungsmittel                                               | Der chinesische Hersteller von Milchprodukten, der zu 43 % von Fonterra und mehrheitlich durch den chinesischen Staat gehalten wurde, ging 2008 insolvent, nachdem im Zuge des Chinesischen Milchskandals sechs Säuglinge gestorben waren. Neben einigen anderen Erzeugern von Milchpulver mischte Sanlu Melamin in seine Produkte, um künstlich einen höheren Proteingehalt vorzutäuschen. Im Fall von Sanlu waren die Auswirkungen besonders schwer, da der Melamingehalt höher war als bei anderen Konkurrenten und die Produkte Sanlus größtenteils für Säuglinge gedacht waren. Durch den Konsum erkrankten rund 300.000 Kleinkinder und mehrere Säuglinge erlitten Nierenversagen. Mehrere Verantwortliche wurden nach einer rechtlichen Aufarbeitung zum Tode verurteilt und hingerichtet. |
| Nortel                                      | Kanada              | 14. Jan. 2009             | Technologie                                                  | Die Pleite des Herstellers von Telekommunikationsausrüstung Nortel folgte direkt aus einem starken Auftragseinbruch von Telefongesellschaften aufgrund der Finanzkrise. Das ehemals börsennotierte Unternehmen war die erste große Gesellschaft außerhalb des Finanzsektors, die der weltweiten Krise ab 2007 zum Opfer fiel. |
| Arcandor                                    | Deutschland         | 9. Juni 2009              | Einzelhandel                                                 | Im Jahr 2009 ließ Arcandor, ehemals KarstadtQuelle, ein Insolvenzverfahren eröffnen. Für besonderes Aufsehen sorgte die Verurteilung des vormaligen Arcandor-Vorstandsvorsitzenden Thomas Middelhoff wegen Untreue und Steuerhinterziehung. |
| Hypo Real Estate                            | Deutschland         | 5. Okt. 2009              | Banken                                                       | Die Firma stand wegen hohen Abschreibungen im Zuge der Subprime-Krise und durch Verluste der Firmentochter Depfa auf dem Interbankenmarkt kurz vor dem Bankrott. Am 5. Oktober 2009 wurde sie als erste deutsche Bank seit 1949 verstaatlicht. |
| Envio Recycling                             | Deutschland         | Okt. 2010                 | Umweltdienstleistungen                                       | Die Envio Recycling GmbH & Co. KG, eine Tochter der ehemaligen Envio AG, ging 2010 in die Insolvenz, nachdem eine Verseuchung des Werksgeländes in Dortmund und eine Kontaminierung der näheren Umgebung durch das Unternehmen mit Polychlorierte Biphenylen (PCB) publik geworden war. Envio gewann mit einem zugelassenen Verfahren Kupfer aus Großtransformatoren zurück, die mit PCBs verfüllt waren. Die Transformatoren wurden teilweise eigens aus dem Endlager Herfa-Neurode wieder zu Tage befördert. Gerichtliche Verfahren gegenüber dem Geschäftsführer und dem Betriebsleiter aufgrund des Verdachts der mehrfachen Körperverletzung an den eigenen Mitarbeitern und wegen möglicher Verstöße gegen Umweltvorschriften mussten 2017 in Ermangelung an Beweisen eingestellt werden. |
| Beluga Shipping                             | Deutschland         | 16. März 2011             | Reederei                                                     | Die Projekt- und Schwergut-Reederei Beluga Shipping mit Sitz in Bremen meldete im März 2011 Insolvenz an. Die Tochterunternehmen folgten. Gründer und Geschäftsführer der Reederei war Niels Stolberg. Abgesehen von den finanziellen Problemen fiel die Reederei auch dadurch auf, dass Schiffe der Reederei Waffen in mit einem Embargo belegte Länder transportierten. Dabei sah die Staatsanwaltschaft Bremen einen hinreichenden Tatverdacht, dass sich ein Mitarbeiter des BND der Beihilfe zum Verstoß gegen das Außenwirtschaftsgesetz strafbar gemacht hat, da er die Reederei entsprechend beraten habe, wie sie die Transporte abzuwickeln hätte, ohne sich strafbar zu machen. |
| Harles und Jentzsch                         | Deutschland         | Mai 2011                  | Futtermittel                                                 | Der Hersteller von Futterfetten verarbeitete im Jahr 2010 zugelieferte Fettsäuren, die mit Dioxinen kontaminiert waren. Die hierdurch verursachte Belastung der erzeugten Futterfette zur Herstellung von Futtermitteln zur Tiermast war Harles und Jentzsch bekannt, dennoch beauftragte das Unternehmen die Lübbe Transport & Logistik GmbH mit der Vermischung und Auslieferung der Fette. Rund 4700 Mastbetriebe in Deutschland waren von Sperrungen betroffen. |
| Teldafax                                    | Deutschland         | 14. Juni 2011             | Energieversorgung, Telekommunikation, Finanzdienstleistungen | Die Insolvenz des in Troisdorf ansässigen Energieversorgungs- und Dienstleistungsunternehmens erhielt große öffentliche Aufmerksamkeit. Ihr kommt besondere Bedeutung in der deutschen Wirtschaftsgeschichte zu, da sie gemessen an der Zahl der rund 750.000 Gläubiger die bis dahin größte und die zweitgrößte Insolvenz nach der von Flexstrom ist (835.000 Gläubiger). Anfang 2013 erhob die Bonner Staatsanwaltschaft Anklage gegen die ehemaligen Teldafax-Manager Klaus Bath, Michael Josten und Gernot Koch. Der Vorwurf lautete auf Insolvenzverschleppung, gewerbsmäßigem Betrug und Bankrotthandlungen. |
| Poly Implant Prothèse                       | Frankreich          | 2011                      | Medizinprodukte                                              | Der französische Hersteller von Brustimplantaten lieferte mangelhafte Produkte, welche im eingesetzten Zustand reißen konnten, wodurch Silikongel im Körper ausdrang. Dem Unternehmensgründer Jean-Claude Mas wurde unter anderem die Verwendung von minderwertigem Silikon vorgeworfen. Mas wurde zu vier Jahren Haft, einer Geldstrafe von 75.000 Euro und einem Berufsverbot verurteilt. |
| MF Global                                   | USA                 | Nov. 2011                 | Finanzdienstleister                                          | MF Global war ein bedeutender Derivate-Broker, der erst im Jahr 2007 aus der Man Group ausgegliedert und als eigenständiges Unternehmen an die Börse gebracht wurde. Nach verlustreichen Spekulationen auf europäische Staatsanleihen wurde bekannt, dass das Unternehmen in großem Stil Kundengelder veruntreut hatte. Der Schaden der Kunden belief sich auf rund 1,6 Milliarden US-Dollar. Im November 2011 musste MF Global Insolvenz anmelden. |
| Schlecker                                   | Deutschland         | 23. Jan. 2012             | Einzelhandel                                                 | Der Drogeriebetreiber Schlecker galt lange Zeit als größtes Unternehmen der Branche gemessen an der Anzahl der Läden. Das Verhältnis von Umsatz und Gewinn zur Gesamtladenfläche rangierte jedoch im Wettbewerbsvergleich auf den hinteren Plätzen. Nach mehreren Verlustjahren in Folge kam Schlecker in einen Liquiditätsengpass und musste schließlich am 23. Januar 2012 Insolvenz einreichen. Die Tochter Ihr Platz gab ihre Insolvenz wenige Tage später bekannt. Nach der Insolvenz wurden Verfahren gegen mehrere Mitglieder der Familie Schlecker aufgrund des Verdachts auf Untreue, Insolvenzverschleppung und Bankrott eingeleitet. |
| Müller-Brot                                 | Deutschland         | 16. Feb. 2012             | Nahrungsmittel                                               | Müller-Brot war über mehrere Jahre hinweg einer der größten Backwarenhersteller Europas. Wegen andauernder schwerwiegender Hygienemängel in der Produktion wurde durch das bayerische Landesamt für Gesundheit und Lebensmittelsicherheit ein Produktionsstopp verhängt. Unter anderem wurden Schaben, Motten und Käfer in den Backzutaten gefunden. Ein Umsatzeinbruch durch die stillgelegte Produktion und die Abwanderung von Großkunden und Verbrauchern machte einen Gang in die Insolvenz nötig. |
| S&K-Gruppe                                  | Deutschland         | 2013                      | Finanzdienstleister                                          | Die S&K-Gruppe erstand Wohnimmobilien aus Zwangsversteigerungen und verkaufte sie zu einem späteren Zeitpunkt über dem Einstiegswert. Ab 2009 sammelte die Unternehmensgruppe Anlagen von Privatpersonen über eigene geschlossene Fonds ein. Durch Untersuchungen ab 2013 wurde ein Schneeballsystem offengelegt, durch welches Anleger ausbezahlt wurden. Statt durch erwirtschaftete Gewinne wurde das Geld für die Auszahlungen durch die Anlagen neuer Investoren beschafft. Insgesamt entstand ein Schaden in dreistelliger Millionenhöhe. |
| Mt.Gox                                      | Japan               | 28. Feb. 2014             | Finanzdienstleister                                          | Mt.Gox war eine Handelsplattform für Bitcoins. Im August 2013 wurden rund 60 % des weltweiten Handelsvolumens der Kryptowährung über Mt.Gox abgewickelt. Im Februar 2014 beantragte das Unternehmen Mt.Gox K.K. Gläubigerschutz und vermeldete, dass 750.000 Bitcoins aus Kundeneinlagen und 100.000 Bitcoins aus dem Vermögen des Unternehmens verloren gegangen seien. Die Gesamtschadenssumme belief sich damit auf über 800 Millionen US-Dollar. In den folgenden Wochen tauchten 200.000 Bitcoins wieder auf, der Restbetrag wurde aber vermutlich durch einen Insider unterschlagen. |
| Infinus                                     | Deutschland         | Mai 2014                  | Finanzdienstleister                                          | Die Infinus AG vertrieb am Grauen Kapitalmarkt meist wertlose Genussrechte und Orderschuldverschreibungen. Der Vertrieb funktionierte nach einem Schneeballsystem. Insgesamt entstand den Anlegern ein Schaden von über 300 Millionen Euro. |
| pcfritz.de                                  | Deutschland         | Mai 2014                  | Onlinehandel                                                 | Der aus Halle (Saale) stammende Online-Händler für PC-Hard- und Software war dafür bekannt, Hardware für Windows 7 von Microsoft deutlich unter dem Marktpreis zu verkaufen. Das Unternehmen geriet ab 2013 ins Visier der Staatsanwaltschaft, da es sich bei den verkauften Komponenten für Windows 7 um Fälschungen aus der Ukraine handelte. Der Geschäftsführer und drei weitere Mitarbeiter wurden im April 2014 verhaftet, der Onlinehandel im Mai 2014 eingestellt. Der verantwortliche ehemalige Berater der Firma wurde im Mai 2015 wegen gewerbsmäßigen Betrugs und Verstößen gegen das Urheber- und Markenrecht zu sechs Jahren und drei Monaten Haft verurteilt. |
| Hypo Alpe Adria                             | Österreich          | 2014                      | Banken                                                       | Nach einem Verkauf an die Bayerische Landesbank 2007 kam die Bank bis 2009 in finanzielle Schwierigkeiten und es drohte eine Insolvenz. Zum Jahresende 2009 wurde der Konzern vollständig durch den Staat Österreich übernommen. 2014 wurde die Hypo Alpe Adria zerschlagen. Letztlich blieb laut Fiskalrat dem Steuerzahler ein Schaden von 9 Milliarden Euro. |
| Bankhaus Wölbern & Co.                      | Deutschland         | 12. Dez. 2014             | Banken                                                       | In Form gewerbsmäßiger Untreue wurden von 2011 bis 2013 rund 147 Millionen Euro aus 31 geschlossenen Immobilienfonds mit Vorsatz zweckwidrig verwendet. Der Anleger-Skandal hatte die Schließung des Hauses zur Folge. |
| Imtech                                      | Niederlande         | 13. Aug. 2015             | Gebäudetechnik, Schiffstechnik                               | Gegen die deutsche Tochter des niederländischen Unternehmens und dann auch gegen den Mutterkonzern wurde wegen des Verdachts auf Untreue, Bestechung, Preisabsprachen und Bilanzfälschungen ermittelt. Imtech war unter anderem maßgeblich an der Installation der Rauchabzüge des Flughafens Berlin Brandenburg beteiligt und soll in vielen Fällen von der Verschleppung von Bautätigkeiten profitiert haben. Gravierende Baumängel des Flughafens, hauptsächlich in Bezug auf die Verlegung von Kabeltrassen und das Brandschutzsystem, wurden dem Unternehmen mit ehemals rund 22.200 Mitarbeitern vorgeworfen. Laut Handelsblatt wurden durch interne Untersuchungen „bandenartige Strukturen“ im Management aufgedeckt, die durch Korruption und Untreue zu Schäden in Höhe mehrerer hundert Millionen Euro geführt hätten. |
| Maple Bank                                  | Deutschland         | 10. Feb. 2016             | Banken                                                       | Die deutsche Bank mit kanadischen Eigentümern war in großem Ausmaße in Cum-Ex-Geschäften verwickelt, bei denen es zu mehrfachen Steuererstattungen von einmal gezahlten Steuern kam. Da die Steuer-Rückforderungen in dreistelliger Millionenhöhe das Eigenkapital der Bank weit überstiegen, stellte die BaFin aufgrund der drohenden Überschuldung einen Antrag auf Eröffnung eines Insolvenzverfahrens. Unter anderem wurden mehrere Führungskräfte der Bank wegen schwerer Steuerhinterziehung angeklagt. Das kanadische Mutterunternehmen der Bank war zu 28 % im Besitz eines Pensionsfonds für Lehrer in der Provinz Ontario und zu 25 % im Besitz der National Bank of Canada. |
| Unister                                     | Deutschland         | 18. Juli 2016             | E-Business                                                   | Der Leipziger Webportalbetreiber meldete am 18. Juli 2016 Insolvenz an. Dies geschah vier Tage nach dem mysteriösen Tod des Firmengründers Thomas Wagner. Der Freistaat Sachsen forderte danach 1,4 Millionen Euro zurück, die als Fördergelder vergeben worden waren. |
| Hanjin Shipping                             | Südkorea            | 31. Aug. 2016             | Reederei                                                     | Der südkoreanische Schiffseigner war zum Zeitpunkt seiner Insolvenz die weltweit siebtgrößte Reederei gemessen an der verfügbaren TEU-Kapazität aller Schiffe. Nach der Insolvenz durften 89 Schiffe des Unternehmens, die sich noch auf See befanden, keine Häfen mehr anlaufen, da man befürchtete, dass anfallende Hafengebühren nicht hätten bezahlt werden können. Gleichzeitig vermied Hanjin das Einlaufen, um Beschlagnahmungen der Schiffe durch Gläubiger zu verhindern. Während dieser Zeit konnte die Ladung auf den Schiffen nicht gelöscht und die Besatzung nicht versorgt werden. |
| Takata                                      | Japan               | 26. Juni 2017             | Automobilzulieferer                                          | Der japanische Autozulieferer stellte zuletzt hauptsächlich Airbag-Systeme und Sicherheitsgurte für PKW her. Ab 2014 wurden in den USA Todesfälle durch Fehlauslösungen von Airbags bekannt. Grund dafür war, dass Takata im Jahr 2001 den Treibstoff Tetrazol durch eine billigere Komponente ersetzt hatte, welche sich im Laufe der Zeit zersetzt, wobei explosionsanfälligere Verbindungen entstehen und so zu einer stärkeren Airbag-Auslösung führen können. Das Unternehmen wurde zur bis dahin größten Rückrufaktion in den USA verpflichtet und musste die Airbags in 34 Millionen Fahrzeugen austauschen sowie im Januar 2017 eine Strafzahlung in Höhe von etwa 940 Millionen Euro leisten. Die Insolvenz im Sommer 2017 war gemessen an den Verbindlichkeiten von mehr als einer Billion Yen (8,1 Milliarden Euro) eine der größten Insolvenzen in der japanischen Wirtschaftsgeschichte. |
| P&R-Gruppe                                  | Deutschland         | 2018                      | Finanzdienstleister                                          | Die Finanzanlage-Gesellschaft vermittelte Direktinvestitionen in Seecontainer, die durch die Unternehmensgruppe zurückgemietet wurden. Die deutschen Gesellschaften der Gruppe gingen im Frühjahr 2018 insolvent. Mindestens seit 2007 wird das Geschäftsmodell als Schneeballsystem eingeordnet. Seit diesem Zeitpunkt bestand auch eine wachsende Lücke im tatsächlichen Containerbestand. Gemäß Medienberichten wurden rund eine Million Container verkauft, die nicht existierten. Es entstand ein finanzieller Schaden von rund 2,5 Milliarden Euro. |
| Theranos                                    | USA                 | Sep. 2018                 | Biotechnologie                                               | Das Biotechnologieunternehmen Theranos behauptete, ein Verfahren entwickelt zu haben, mit welchem kleinste Mengen von Blut auf Krankheitserreger untersucht werden konnten. Entgegen eigener Darstellungen benutzte das Unternehmen seine eigenen Analysegeräte nur selten und untersuchte Blutproben, die zusätzlich verdünnt werden mussten, auf umgebauten Geräten von Siemens. Unternehmensgründerin Elizabeth Holmes und das ehemalige Vorstandsmitglied Ramesh Balwani wurden wegen Betruges strafrechtlich verfolgt. In einer Auseinandersetzung mit dem SEC stimmte Holmes einer Strafzahlung von 500.000 US-Dollar zu. Bis 2018 musste das operative Geschäft vollständig eingestellt werden. |
| Sears                                       | USA                 | 15. Okt. 2018             | Einzelhandel                                                 | Nach mehreren Verlustjahren musste die Anzahl der stationären Läden unter dem Namen Sears bis 2017 von 4000 auf 510 reduziert werden, die Anzahl der Kmart-Geschäfte reduzierte sich von ehemals 1400 auf knapp über 570. Die Sears Holding Corporation beantragte im Oktober 2018 Gläubigerschutz. |
| Pacific Gas and Electric                    | USA                 | 14. Jan. 2019             | Versorger                                                    | Nach dem Zusammenbruch im Jahr 2001 musste PG&E im Januar 2019 wiederholt Insolvenz beantragen. Grund der neuerlichen Insolvenz waren erwartete Schadenersatzforderungen, die aus der Verantwortung für das Camp Fire in Kalifornien resultierten. Es wurde festgestellt, dass die veraltete und marode Übertragungsinfrastruktur von PG&E Auslöser des Waldbrandes war. Die vermutete Haftungssumme von rund 30 Milliarden US-Dollar hätte das Eigenkapital um ein Vielfaches überstiegen. |
| Purdue Pharma                               | USA                 | 16. Sep. 2019             | Pharmazie                                                    | Der US-Pharmakonzern Purdue Pharma L.P. war vor seiner Insolvenz vornehmlich für das Produkt Oxycontin, ein Analgetikum auf Basis von Oxycodon, bekannt. Wegen unzureichender Warnungen vor der Suchtgefahr durch das Präparat wurde das Unternehmen für die Opioid-Epidemie in den Vereinigten Staaten von Amerika mitverantwortlich gemacht. Aufgrund von Schadenersatzforderungen in Höhe mehrerer Milliarden US-Dollar meldete Purdue am 16. September 2019 Insolvenz nach Chapter 11 des US-Insolvenzrechts an. Purdue Pharma soll in diesem Zuge in eine Stiftung der öffentlichen Hand überführt werden. |
| Wilke Waldecker Fleisch- und Wurstwaren     | Deutschland         | 4. Okt. 2019              | Fleischwaren                                                 | Dem Wurstwaren-Produzenten aus Twistetal-Berndorf wurde im Oktober 2019 der Betrieb untersagt und die Produkte weltweit zurückgerufen, nachdem sich herausstellte, dass mit Listerien belastete Wurst des Unternehmens zu mehreren Todesfällen und insgesamt 37 Erkrankungen geführt hatten. Infolgedessen wurden eklatante Hygienemängel in der Produktion bekannt. Nachdem mehrere Klagen gegen die Betriebsuntersagung scheiterten, musste das Unternehmen am 4. Oktober 2019 Insolvenz anmelden und wurde im Januar 2020 geschlossen. Zugleich nahm die Staatsanwaltschaft Kassel Ermittlungen gegen Verantwortliche des Unternehmens unter anderem wegen fahrlässiger Tötung, Körperverletzung und gewerbsmäßigen Betrugs auf. |
| J. C. Penney                                | USA                 | 15. Mai 2020              | Einzelhandel                                                 | Nach zehn Verlustjahren in Folge musste J. C. Penney, ehemals einer der größten Einzelhändler der Vereinigten Staaten, im Mai 2020 Insolvenz anmelden. Die Insolvenz stand in direktem Zusammenhang mit der weltweiten COVID-19-Pandemie. Im Zuge einer Restrukturierung wurden Ladenschließungen angekündigt. |
| Wirecard                                    | Deutschland         | 25. Juni 2020             | Finanzdienstleister                                          | Der DAX-Konzern hatte zugegeben, dass ausgewiesene Bankguthaben bei Banken auf den Philippinen in Höhe von 1,9 Milliarden Euro mit großer Wahrscheinlichkeit nie existiert haben. Diese Summe entsprach rund 25 % der gesamten Bilanzsumme. Bereits im Frühjahr 2019 äußerte ein Autor der Financial Times in mehreren Berichten die Vermutung, dass Mitarbeiter Wirecards in Singapur Umsätze erfunden hätten, um Ertragsziele zu erreichen. Diese Vorwürfe wurden durch das Unternehmen dementiert. Zwischenzeitlich erließ die BaFin ein zweimonatiges Verbot der Etablierung und Vergrößerung von Netto-Leerverkaufspositionen auf Wirecard-Aktien. Am 18. Juni 2020 teilte der Wirtschaftsprüfer Ernst & Young mit, dass er der Bilanz für das Geschäftsjahr 2019 das Testat verweigern werde. Noch für den Jahresabschluss 2018 hatte Ernst & Young einen Bestätigungsvermerk erteilt, ohne das Fehlen von Saldenbestätigungen für rund eine Milliarde Euro an angeblichen Treuhandguthaben zu bemängeln. Am 25. Juni stellte Wirecard einen Insolvenzantrag. |
| Commerzialbank Mattersburg                  | Österreich          | 14. Juli 2020             | Banken                                                       | Die österreichische Finanzmarktaufsichtsbehörde (FMA) deckte Mitte Juli 2020 umfangreiche Bilanzfälschungen bei der burgenländischen Regionalbank auf und ordnete die sofortige Zwangsschließung an. Die Bank war Hauptsponsor des Fußball-Bundesligisten SV Mattersburg. Vorstandsvorsitzender der Bank und gleichzeitig Präsident des SV Mattersburg war Martin Pucher, der mit Schließung der Bank von seinen Ämtern in Bank und Verein zurücktrat. Infolge der Schließung der Bank musste auch der SV Mattersburg einen Insolvenzantrag stellen. Damit verbunden war die Einstellung des Spielbetriebes und die Zurücklegung der Bundesligalizenz. Der Skandal machte die Bank überregional bekannt. Nach ersten Angaben war die Bilanz des Geldhauses um rund 500 Millionen Euro frisiert worden. Entsprechende Guthaben der Bank bei anderen österreichischen Banken existierten nicht, die zugehörigen Belege waren gefälscht. Am 27. Juli 2020 beantragte die FMA die Eröffnung des Insolvenzverfahrens. |
| German Property Group                       | Deutschland         | 15. Okt. 2020             | Immobilien                                                   | Die Unternehmensgruppe renovierte gemäß der Selbstdarstellung denkmalgeschützte Immobilienobjekte in Deutschland und baute sie zu Wohnraum um. Hierfür wurden insbesondere in Großbritannien und Asien Investorengelder eingeworben. Die Investoren, denen bis zu 15 % Rendite versprochen wurde, wurden mit den Mitteln neuer Investoren ausbezahlt. Die Grundschulden auf die erworbenen Grundstücke, mit denen die Investorengelder besichert wurden, überstiegen den wahren Wert der Immobilien um ein Vielfaches. Der verursachte Schaden der Anleger beläuft sich auf mehrere hundert Millionen Euro. |
| FTX                                         | Bahamas USA         | 11. Nov. 2022             | Handelsplattform für Kryptowährungen                         | Einst eines der größten Kryptowährungs-Handelsplattformen der Welt, meldete das in den USA gegründete Unternehmen mit Sitz auf den Bahamas am 11. November 2022 Insolvenz nach Chapter 11 an. Laut Berichten soll FTX durch Transfers an das mit ihm verbundene Kryptohandelsunternehmen Alameda Research Kundeneinlagen in Höhe von 10 Milliarden US-Dollar veruntreut haben. Kurz nach Bekanntgabe der Insolvenz von FTX wurden in „nicht autorisierten Transaktionen“ knapp eine Milliarde US-Dollar von der Kryptobörse entwendet. Somit sind die Kundengelder in Milliardenhöhe höchstwahrscheinlich verloren. |
| Credit Suisse (CS)                          | Schweiz             | 12. Juni 2023 (Übernahme) | Banken                                                       | Die 1856 als Schweizerische Kreditanstalt gegründete international agierende eidgenössische Großbank war bereits vor 2023 immer wieder in den Schlagzeilen, insbesondere wegen Geldwäschevorwürfen und finanzieller Schieflage, was dazu führte, dass der Aktienkurs von teils über 90 CHF auf unter 2 CHF fiel. Als die Bank im Oktober 2022 ankündigte bis Ende 2025 9.000 Stellen abzubauen (davon fast 3.000 bis Ende des Jahres), zogen Kunden kontinuierlich Geld ab. Die CS forderte Anfang 2023 dann zunächst Liquiditätshilfe an und wurde schließlich mit ihrer Schweizer Konkurrentin UBS vereinigt; der Schweizer Staat förderte dies mit Finanzhilfen. Der Zusammenbruch steht im Zusammenhang mit der Bankenkrise 2023. |
| Signa Holding                               | Österreich          | 29. Nov. 2023             | Immobilien und Handel                                        | Österreichisches Immobilien und Handelsunternehmen mit über eintausend Tochterunternehmen geriet infolge einer zu ehrgeizigen Expansionsstrategie, steigender Zinssätze und sinkender Werte für Gewerbeimmobilien in Zahlungsschwierigkeiten. |

## Wirtschaftsskandale ohne einhergehende Insolvenz

### Deutschland
- Boehringer Ingelheim, unter anderem Bereitstellung von T-Säure an US-amerikanische Unternehmen zur Herstellung von Agent Orange
- Cum-Ex- und Cum-Cum-Skandal, unter Beteiligung mehrerer Kreditinstitute
- Deutsche Bank, eine Vielzahl kontroverser Vorgehen
- Flick-Konzern, Flick-Affäre
- Friedrich Krupp AG, Kornwalzer-Skandal
- Grünenthal, Contergan-Skandal
- Imhausen-Chemie, unter anderem Verstöße gegen das Außenwirtschafts- und das Betäubungsmittelgesetz
- Norddeutsche Affinerie, Arsenskandal
- Seroplas, Infektionen mit Hepatitis
- Schröder, Münchmeyer, Hengst & Co., notleidende Kredite brachten die Bank an den Rand des Zusammenbruchs

### Vereinigte Staaten
- Duke Energy, Umweltvergehen
- El Paso Corporation, Preismanipulationen
- Equifax, Datendiebstahl 2017
- General Motors, Großer Amerikanischer Straßenbahnskandal
- Halliburton, unter anderem Berechnung überhöhter Preise für die US-Armee
- Hospital Corporation of America, Betrugsvorwürfe im Zusammenhang mit Medicare-Abrechnungen
- Kerr-McGee, Missstände bei Arbeits- und Umweltschutz, aufgedeckt durch Karen Silkwood
- Lockheed, Bestechungsskandale ab den 1960er Jahren
- Monsanto, Vielzahl gesundheitlicher Bedenken bezüglich vertriebener Produkte und allgemeines Geschäftsverhalten
- Southwest Airlines, Missachtung von Sicherheitsvorschriften bis März 2008
- Union Carbide, Verursachung der Katastrophe von Bhopal
- ValuJet Airlines, ValuJet-Flug 592

### Andere
- Abgasskandal, ab 2015, Manipulation von Abgaswerten, hauptsächlich durch den Volkswagen-Konzern
- Asbest, weltweit wurde eine Vielzahl von Unternehmen beschuldigt, Mitarbeiter, Kunden und Unbeteiligte einem erhöhten Gesundheitsrisiko durch die Verarbeitung und Verwendung von Asbest und asbesthaltigen Produkten ausgesetzt zu haben (z. B. in der Baustoffindustrie, Elektroindustrie, Anlagenbau usw.)
- Bawag P.S.K., 2006, BAWAG-Affäre
- Donau Chemie und Wietersdorfer, HCB-Skandal im Görtschitztal
- Hoffmann-La Roche und Givaudan, Verursachung des Sevesounglücks
- Kobe Steel, Fälschung von Produktdaten
- Kronospan, unter anderem Missachtung von Baurecht und Betrieb von Anlagen ohne Genehmigung[41][42]
- Libor-Skandal, Zinsmanipulationen durch mehrere Großbanken
- Magyar Alumínium, Kolontár-Dammbruch
- Menu Foods, Tierfutterskandal (2007)
- Mississippi-Kompanie
- Nestlé, eine Vielzahl kontroverser Vorgehen
- Noricum (VÖEST), Noricum-Skandal
- Olympus, Bilanzskandal 2011
- Recruit, Recruit-Skandal
- Royal Dutch Shell, eine Vielzahl kontroverser Vorgehen
- Sandoz, Grossbrand von Schweizerhalle
- Servier, Todesfälle durch das Präparat „Mediator“
- South Sea Company
- Steinhoff International Holdings, Bilanzfälschungen
- Sumitomo-Affäre, unautorisierte Geschäfte mit Kupfer-Terminkontrakten verursachten für den Sumitomo-Konzern einen Schaden von 1,8 Milliarden US-Dollar
- Tyco International, Bilanzfälschungen